# Trélans
Trélans là một xã ở tỉnh Lozère trong vùng Occitanie, phía nam nước Pháp.